# Lueng Tanoh Tho
Lueng Tanoh Tho is een bestuurslaag in het regentschap Aceh Barat van de provincie Atjeh, Indonesië. Lueng Tanoh Tho telt 538 inwoners (volkstelling 2010).